# Franz Josef von Saurau

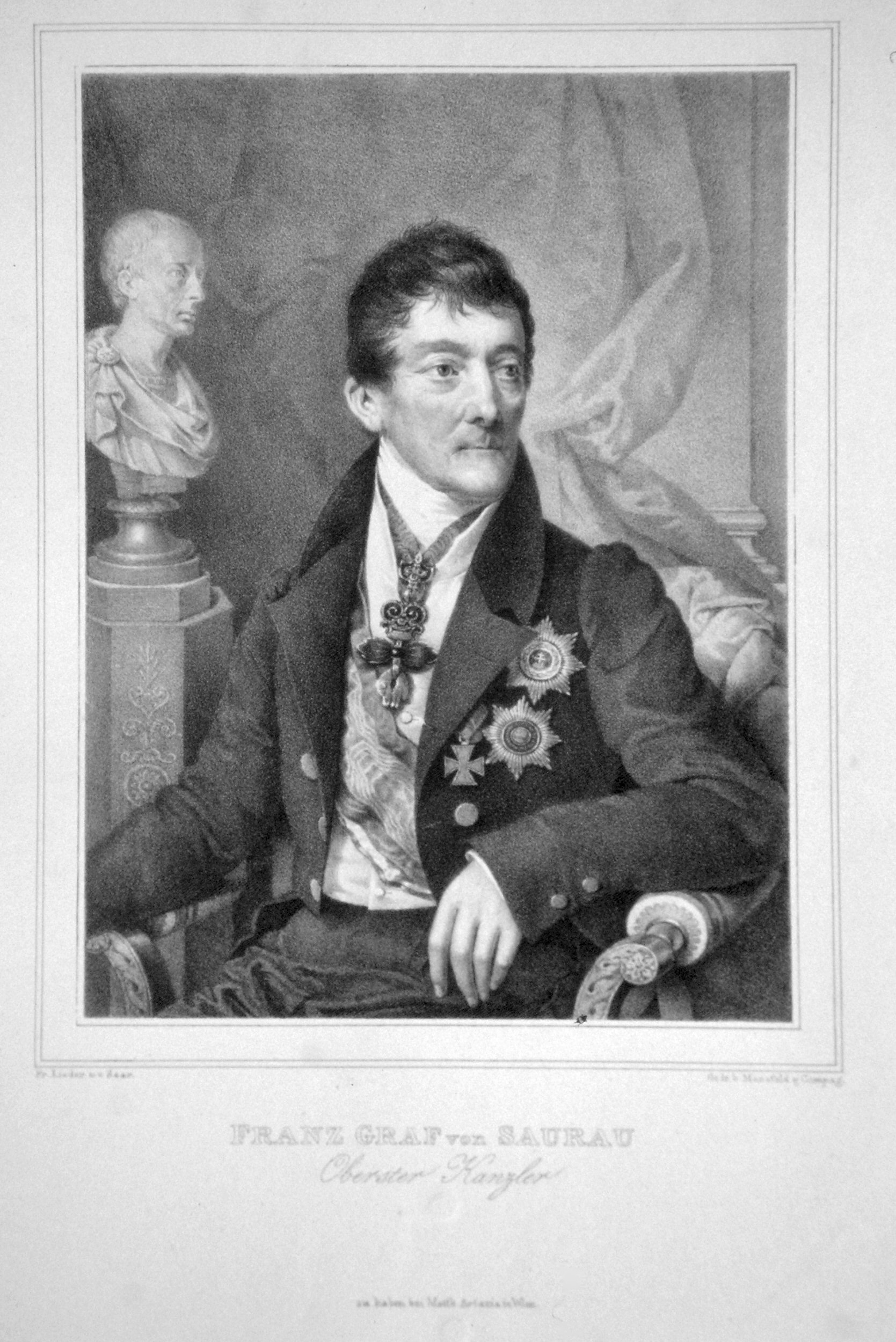
Franz Graf Saurau, Lithographie von Friedrich Lieder und Alois von Saar

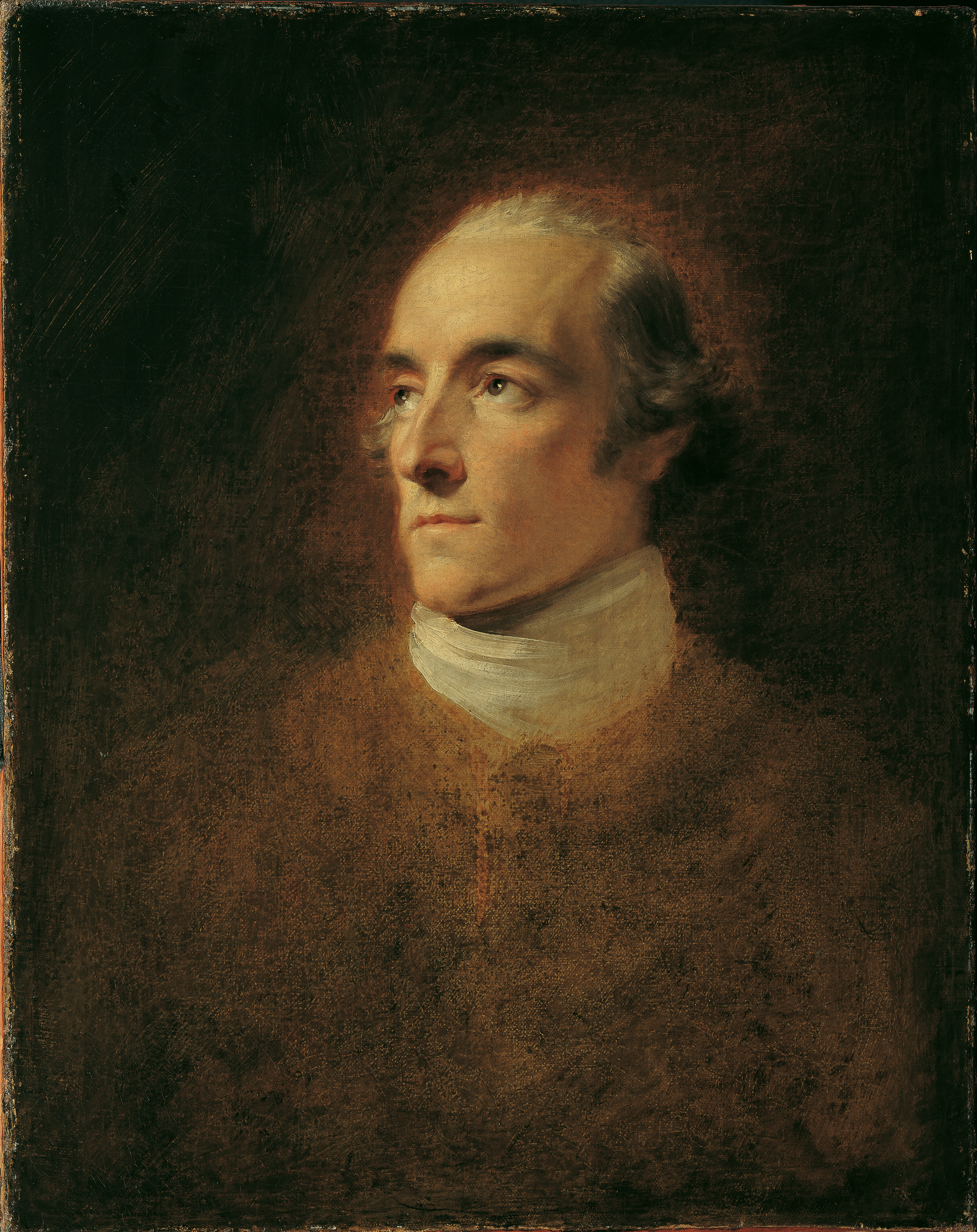
Franz Josef Graf Saurau, Ölbild von Heinrich Friedrich Füger

Graf Franz Josef von Saurau, auch Franz Joseph von Saurau (* 19. September 1760 in Wien; † 9. Juni 1832 in Florenz) war ein österreichischer Politiker aus dem Adelsgeschlecht Saurau. Das Geschlecht der Saurau ist mit den Familien Goëss und Mayr-Melnhof verwandt.

## Herkunft
Franz Josef war direkter Nachkomme des jüngsten Sohnes Siegmund Friedrich des Landeshauptmannes der Steiermark Karl Graf von Saurau (1587–1648). Seine Eltern waren Graf Maria Karl von Saurau (1718–1778) und Maria Antonia Gräfin Daun (1735–1778), eine Tochter des Grafen Heinrich Joseph von Daun (1678–1761).

## Leben
Seine erste Erziehung erhielt er durch einen Jesuitenpater, die abschließende Reifeprüfung erfolgte an der Theresianischen Ritterakademie in Wien. Er trat früh in den Staatsdienst ein und arbeitete bei den Vorbereitungen des „Josephinischen Katasters“ mit. 1789 amtierte er als Stadthauptmann von Wien, im folgenden Jahr fungierte er bereits als Regierungspräsident dieser Stadt und kurz darauf als Finanz- und Polizeiminister Wiens.
Graf Saurau machte gemeinsam mit dem Wiener Polizeichef Graf Johann Anton Pergen 1794 von sich reden, als beide die Schauprozesse gegen eine Gruppe von Demokraten auf die Beine stellten. Er leitete dabei die Untersuchungen, die zu der Aufdeckung der Jakobinerverschwörung führten. In der Folge gab es mehrere Hinrichtungen, darunter des Österreichers Franz Hebenstreit und des Ungarn Ignaz Martinovics, und über 50 schwere Kerkerstrafen (unter anderem gegen Andreas Riedel). Die Anklage basierte vor allem auf Interpretationen von den Ideen der Angeklagten und Aussagen von Spitzeln. Pergen und Saurau gehörten mit ihren anti-revolutionären Praktiken zu den Vorläufern des späteren österreichischen Staatskanzlers Metternich.
Graf Saurau war seit 1795, als Nachfolge des Grafen von Sauer, Regierungspräsident von Niederösterreich und einer der wichtigsten Berater Kaiser Franz II. Als die Franzosen 1797 vorrückten, organisierte er den Widerstand in Wien und übernahm darauf bis 1801 das Ministerium für Finanzen. 1801 fungierte er als kaiserlicher Vertreter bei der Krönung Alexander I. in Sankt Petersburg. Nach mehreren Jahren in kleineren Ämtern wurde er 1810 mit dem Titel des Statthalters von Wien beehrt.
Später war er Gouverneur der Lombardei (in Königreich Lombardisch-Venetien) und wurde 1817 zum Botschafter in Madrid berufen. Von 1817 bis 1831 amtierte er als Oberster Kanzler in der Wiener Stadtregierung. Ab 1823 hatte er das Amt des Leiters der Österreichischen Hofkanzlei inne.
Im Jahr 1830 wurde zum Botschafter in Florenz (Großherzogtum Toskana, am Hofe des Habsburgers Leopold II.) ernannt, wo er auch 1832 starb.

## Familie
Saurau heiratete im Jahr 1794 die Gräfin Maria Antonia von Lodron (1767–1839), Witwe des Ignaz Dominik von Chorinsky (1729–1792). Die Ehe war kinderlos. Er hatte aber einen Stiefsohn den Grafen Johann Baptist von Chorinsky († 1813).

## Leistungen und Würdigungen
Heute wird er meist im Zusammenhang der Entstehung der ursprünglichen österreichischen Kaiserhymne genannt. Er beauftragte Joseph Haydn mit der Komposition, der eben aus England zurückgekehrt war und dort die tiefe Wirkung des God Save the King kennengelernt hatte. Das Lied sollte zu Propagandazwecken gegen die Französische Revolution und ihre, auch in Wien bekannten, Lieder eingesetzt werden. Es wurde Kaiser Franz II. am 12. Februar 1797 als Geburtstagsüberraschung vorgestellt.
Weitere Verdienste Sauraus waren die Planung und der Bau des Wiener Neustädter Kanals und progressive Vorschläge zur Modernisierung des Schulwesens und einer Effizienzsteigerung im Beamtenwesen.
Überdies hatte er bedeutenden Anteil am Aufbau der Steiermärkischen Landesbibliothek.
Die Universität Pavia ernannt ihn 1817 zum Doktor der Philosophie.

Er war in den 1780er Jahren Mitglied der Prager Freimaurerloge Wahrheit und Einigkeit sowie der Wiener Loge Zur wahren Eintracht.
Ihm zu Ehren benannte Carl Ludwig von Willdenow eine von ihm 1801 erstmals beschriebene Pflanzenart. Der von Willdenow vorgeschlagene Name Saurauja wurde letztlich zu Saurauia abgeändert. Willdenow war Leiter des botanischen Gartens zu Berlin und bekam über Baron von der Lühe aus dem Garten von Schönbrunn in Wien durch die Genehmigung von Graf Saurau Exemplare einer Saurauia-Art. Zum Dank benannte Willdenow die neue entdeckten Pflanzengattung nach Graf von Saurau.